# 宮崎県道377号内海加江田線
宮崎県道377号内海加江田線（みやざきけんどう377ごう うちうみかえだせん）は、宮崎県宮崎市を通る一般県道である。

## 概要
宮崎市大字内海から同市大字加江田に至る。
2005年に国道220号青島バイパスが開通し、翌年旧道が県道となった。2015年4月1日に国道220号堀切峠トンネルの旧道に相当する区間（堀切峠・道の駅フェニックス周辺）が移管された。

### 路線データ
- 起点：宮崎市大字内海（国道220号交点）
- 終点：宮崎市大字加江田（国道220号交点、宮崎県道376号学園木花台加江田線終点）

## 歴史
- 2005年（平成17年）12月23日 - 国道220号青島バイパスが開通。
- 2006年（平成18年）3月31日 - 青島バイパスの旧道に相当する区間が、宮崎県告示第208号[1]により路線認定される。
- 2008年（平成20年）3月23日 - 国道220号堀切峠トンネルが開通[2]。
- 2015年（平成27年）4月1日 - 堀切峠トンネルの旧道に相当する区間（起点・宮崎市大字内海字町1146番地先 - 宮崎市大字折生迫字藤河内5784番2地先、2736.1 m）が移管された[3]。宮崎県側の区域決定は2日前の3月30日付で行われた[4]。

## 路線状況

### 重複区間
- 宮崎県道342号青島停車場線（宮崎市青島2丁目 地内）
- 国道220号（宮崎市大字折生迫 地内）

### 道路施設

#### トンネル
- 内海トンネル：延長273 m、1985（昭和60年）年竣工、宮崎市

#### 道の駅
- フェニックス（宮崎市）

## 地理

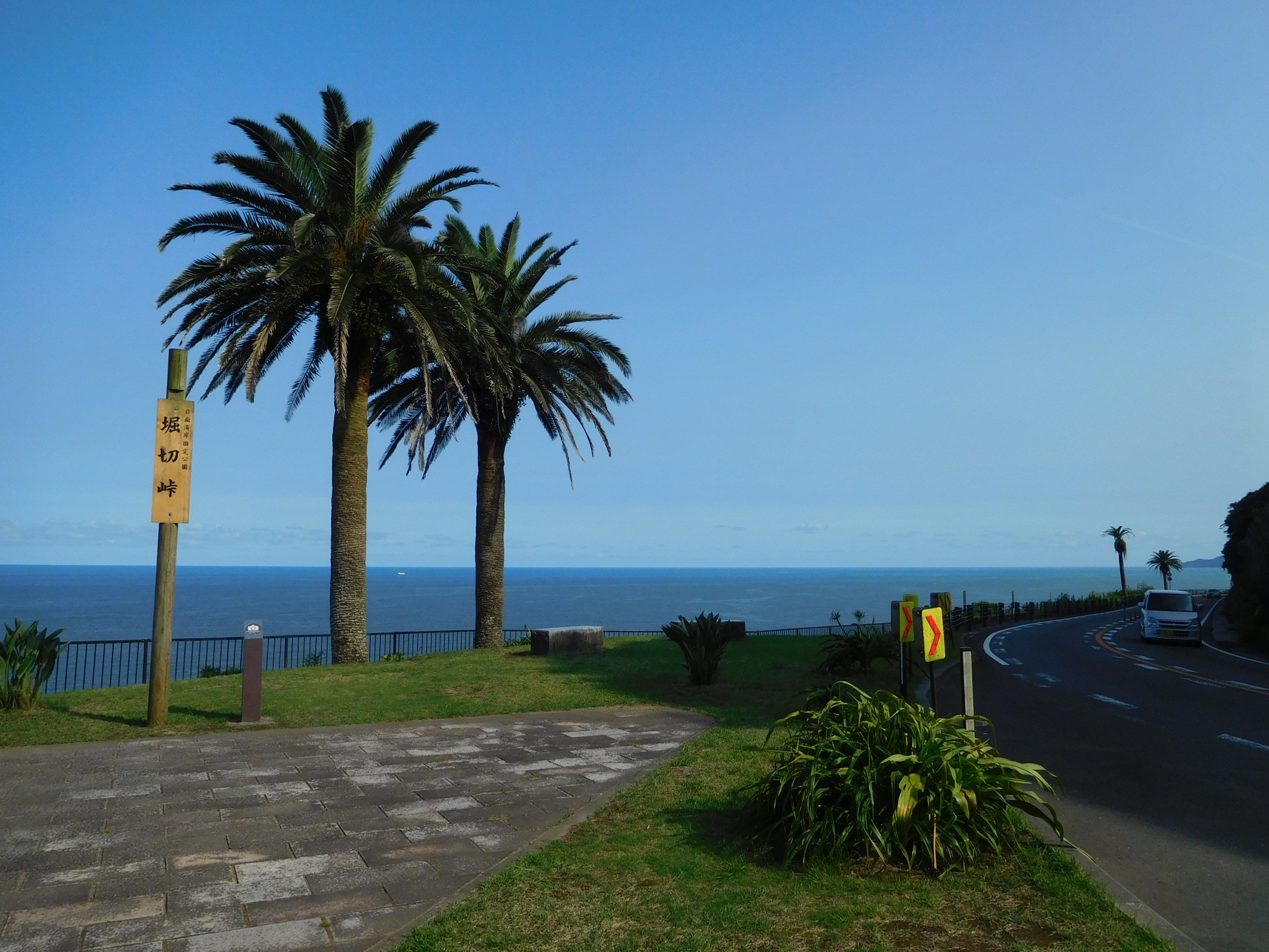
堀切峠

### 通過する自治体
- 宮崎市

### 交差する道路
| 交差する道路                              | 交差する場所 | 交差する場所 |
| ----------------------------------------- | ------------ | ------------ |
| 国道220号                                 | 大字内海     | 起点         |
| 宮崎県道350号内海港線                     | 大字内海     |              |
| 国道220号 重複区間起点                    | 大字折生迫   |              |
| 国道220号 重複区間終点                    | 大字折生迫   |              |
| 宮崎県道342号青島停車場線 重複区間起点    | 青島2丁目    |              |
| 宮崎県道342号青島停車場線 重複区間起点    | 青島2丁目    |              |
| 国道220号 宮崎県道376号学園木花台加江田線 | 大字加江田   | 終点         |

### 沿線
- 青島温泉
- 青島
- 青島リゾートこどものくに
- 日南線
  - 青島駅 - 子供の国駅 - 曽山寺駅

### 峠
- 堀切峠